# Scaphinotus liebecki
Scaphinotus liebecki is een keversoort uit de familie van de loopkevers (Carabidae). De wetenschappelijke naam van de soort is voor het eerst geldig gepubliceerd in 1936 door Van Dyke.